# Déjà Vu – Wettlauf gegen die Zeit
Déjà Vu – Wettlauf gegen die Zeit ist ein US-amerikanischer Action-Thriller von Tony Scott aus dem Jahr 2006. Die Gemeinschaftsproduktion von Touchstone Pictures und Jerry Bruckheimer Films hatte am 20. November 2006 in New York Weltpremiere. Deutschlandstart war der 27. Dezember 2006.

## Handlung
Nach einer verheerenden Explosion auf einer Fähre in New Orleans infolge eines Anschlags wird der erfahrene ATF-Agent Doug Carlin zum Unfallort bestellt, um Beweismaterial zu sichern. Im Rahmen der Ermittlungen wird eine weibliche Leiche aus dem Wasser geborgen, die wegen ihrer Verbrennungen zunächst für ein Opfer des Anschlags gehalten wird. Carlin stellt allerdings schnell fest, dass das Opfer Claire Kuchever offensichtlich bereits vor dem Anschlag ermordet wurde. Er kommt zu dem Schluss, dass Claires Mörder mit dem Anschlag zu tun haben muss, da er versucht hat, Claire wie ein Opfer der Explosion aussehen zu lassen. Daher konzentriert sich Carlin darauf, Claires Mörder zu finden und damit auch möglicherweise den Attentäter.
Im weiteren Verlauf der Ermittlungen tritt eine FBI-Spezialeinheit unter der Leitung von Andrew Pryzwarra an Carlin heran, die mit einem modernen Überwachungssystem arbeitet. Durch diese Maschine ist es möglich, ein Wurmloch in einem begrenzten Beobachtungsgebiet zu erschaffen, mit dem man rund vier Tage und sechs Stunden in die Vergangenheit sehen kann. Dabei lässt sich zwar die Perspektive ändern und das Gesehene kann aufgezeichnet werden, allerdings ist es unmöglich, in der Zeit vor- oder zurückzuspulen. Erst später stellt Carlin fest, dass mit der Maschine die Vergangenheit verändert werden kann und sogar Gegenstände wie ein Blatt Papier mit einer Notiz oder gar Menschen in die Vergangenheit geschickt werden können.
Die Spezialeinheit findet mit Unterstützung von Carlin und der Maschine den Attentäter Carroll Oerstadt, belässt es jedoch bei einer Festnahme. Nachdem der Täter gestanden hat, ist der Fall für das FBI abgeschlossen. Carlin ist das aber nicht genug, er will auch die Opfer des Attentats und vor allem Claire retten. Die einzige Möglichkeit ist, sich selbst mit der Maschine in die Vergangenheit zu schicken und dort den Anschlag zu vereiteln. Die Wissenschaftler raten ihm davon ab, da er bei der Übertragung sterben könnte. Obwohl Carlin in der Gegenwart beim Betreten von Claires Wohnung sofort seine Gummihandschuhe übergezogen hat, haben seine Kollegen der Spurensicherung seine Fingerabdrücke in der Wohnung gefunden, woraus er schließt, dass er schon einmal vor dem Mord an Claire in ihrer Wohnung gewesen sein muss und die Übertragung seines Körpers in die Vergangenheit funktionieren wird. Da der elektromagnetische Puls der Maschine sämtliche Hirn- und Muskelaktivitäten ausschaltet, wird als Zielgebiet in der „Vergangenheit“ die Notaufnahme eines Krankenhauses programmiert und auf Carlins Brust der Schriftzug „revive me“ (engl. „belebe mich wieder“) geschrieben. Das klinische Personal führt die Wiederbelebungsmaßnahmen erfolgreich durch.
Carlin flieht unmittelbar nach dem Erwachen in einem von ihm konfiszierten Krankenwagen mit einer ebenso konfiszierten Pistole. Er fährt zum Unterschlupf des Attentäters Carroll Oerstadt, den er ja in der „Gegenwart“, aus der er kommt, schon einmal gesehen hat. Er schafft es, die entführte Claire kurz vor ihrer Ermordung zu befreien, während Oerstadt davon überzeugt ist, die beiden seien bei einer von ihm verursachten Gasexplosion getötet worden.
Damit Carlin seine bei der Befreiungsaktion erlittene Schussverletzung verbinden kann, fahren die beiden in Claires Wohnung.
Carlin erkennt in der Wohnung, dass alles genauso aussieht wie bei seiner Untersuchung unmittelbar nach dem Anschlag. Er versteht, dass er bisher die Vergangenheit nicht verändert hat, Claire somit weiterhin in Gefahr ist, und nimmt sie deshalb mit zur Fähre, um die Bombe zu entschärfen. Er sagt Claire, sie solle die Wachleute alarmieren, sobald die Fähre abgelegt hat. Dieser Plan funktioniert jedoch nicht, da Oerstadt sein eigenes, von Carlin entwendetes Auto bemerkt und deshalb auf die Fähre zurückkehrt. Claire sieht den Attentäter auf der Fähre und springt in letzter Sekunde vor dem Ablegen an Bord.
Claire wird von Oerstadt überrumpelt und gerät erneut in seine Gewalt. Kurz darauf findet Carlin die beiden, wobei eine wilde Schießerei entbrennt, bei der diverse Polizisten und Wachleute der Fähre getötet werden. Carlin versucht einen Trick: Er entfernt das Magazin aus seiner Pistole, deren Schlitten in geöffneter Stellung arretiert ist, befördert aber manuell eine Patrone in das Patronenlager. Er ergibt sich mit der vermeintlich ungeladenen Waffe dem Attentäter und verwickelt ihn in ein Gespräch. Weil Oerstadt bereit ist zu sterben, fordert Carlin Claire durch ein Zeichen auf, mit dem Auto auf den Attentäter loszufahren. Dadurch abgelenkt, achtet er einen Moment nicht auf Carlin, der ihn erschießt. Carlin und Claire sitzen jetzt beide im Auto und haben nur noch zwei Minuten Zeit, die Bombe zu entschärfen.
Da von den Polizisten niemand weiß, dass Carlin beim ATF ist, werden beide nun selber für Verbrecher gehalten und können die Bombe nicht entschärfen. Sie entscheiden sich deshalb, mit dem Auto und der Bombe vom Schiff zu fahren. Sie stürzen daraufhin in den Mississippi. Claire kann aus dem Wagen entkommen und der Explosion entgehen. Carlin gelingt es jedoch nicht, das Fahrzeug zu verlassen, und er kommt bei der Explosion ums Leben.
Als Claire in eine Decke gehüllt an Land sitzt, erscheint der mit den Ermittlungen betraute Carlin. In der Explosion starb der Carlin aus der Zukunft, nicht jedoch derjenige aus der Vergangenheit, es gab also kurzzeitig eine Koexistenz von zwei Carlins. Da Carlin zu diesem Zeitpunkt keine Ahnung hat, wer Claire ist, versteht er nicht, dass sie ihn mit seinem Vornamen begrüßt und zu kennen scheint.
Am Ende des Filmes fahren die beiden in seinem Auto weg, und sie wiederholt die Worte, die der Carlin aus der Zukunft in ihrer Wohnung zu ihr gesagt hatte: „Was, wenn Sie jemandem die wichtigste Sache der Welt erklären müssten, aber er glaubt Ihnen nicht?“, und die Antwort ist wiederum die des jeweiligen Gegenübers – diesmal Carlin: „Ich würd’s versuchen.“

## Hintergrund
Der Film wurde mit digitalen Kinokameras auf HDCAM gedreht.
Bei einem Budget von ca. 75 Millionen US-Dollar spielte er weltweit über 180 Millionen US-Dollar ein.
Thematisch verwandte Filme, bei denen es um Zeitreisen zur Aufklärung oder Verhinderung von Verbrechen geht, sind:
- Die Zeitfalle (1987)
- Timecop (1994)
- Twelve Monkeys (1995)
- Zeitreise in die Katastrophe (1999)
- Frequency (2000)
- Minority Report (2002)
- Next (2007)
- Timecrimes – Mord ist nur eine Frage der Zeit (2007)
- Source Code (2011)
- The Caller – Anrufe aus der Vergangenheit (2011)
- Looper (2012)
- Seven Days – Das Tor zur Zeit (Fernsehserie, 1998–2001)
- Heroes (Fernsehserie, 2006–2010)

## Synchronisation
Die deutsche Synchronbearbeitung fertigte die Film- & Fernseh-Synchron nach dem Dialogbuch von Klaus Bickert an.
| Darsteller        | Sprecher           | Rolle                                 |
| ----------------- | ------------------ | ------------------------------------- |
| Denzel Washington | Leon Boden         | ATF-Agent Doug Carlin                 |
| Paula Patton      | Tanja Geke         | Claire Kuchever                       |
| Val Kilmer        | David Nathan       | FBI-Agent Andrew Pryzwarra            |
| James Caviezel    | Nicolas Böll       | Carroll Oerstadt                      |
| Bruce Greenwood   | Oliver Stritzel    | leitender FBI-Agent Jack McCready     |
| Mark Phinney      | Lutz Schnell       | Agent Donnelly                        |
| Rich Hutchman     | Olaf Reichmann     | Agent Stalhuth                        |
| Ted Manson        | Peter Gröger       | alter Mann                            |
| Adam Goldberg     | Dietmar Wunder     | Alexander Denny                       |
| Brian Howe        | Frank-Otto Schenk  | Gerichtsmediziner                     |
| Elden Henson      | Dennis Schmidt-Foß | Gunnars                               |
| Matt Craven       | Till Hagen         | ATF-Agent Larry Minuti                |
| Enrique Castillo  | Detlef Bierstedt   | Mr. Kuchever                          |
| John McConnell    | Roland Hemmo       | Sheriff Bob Reed                      |
| Scott Alan Smith  | Frank Muth         | Traumatologe                          |
| Nadia Shazana     | Ulrike Hübschmann  | Krankenschwester in der Traumatologie |

## Kritiken
„Spannend und effektvoll, aber recht naiv inszeniertes Fantasy-Abenteuer. Der Wunsch, die Zeit zurückzudrehen, deutet vage auf ein Trauma der US-Gesellschaft.“

„Die Referenz auf die World-Trade-Center-Anschläge ist so überdeutlich, wie sie leer bleibt. Der Film zählt dann in rascher Folge die weiteren nationalen Traumata der vergangenen Jahre auf, winkt aber mit lauter Zaunpfählen, hinter denen nichts zu sehen ist. […] Regisseur Scott und Produzent Jerry Bruckheimer, beide bekannt für ein opulentes Kracher-Kino der spektakulären Oberflächen, sind nicht die Männer, von denen man die Aufarbeitung dieser Ereignisse erwarten würde. ‚Déjà Vu‘ unternimmt nicht einmal den Versuch, diesem Eindruck zu widersprechen, kann sich aber auch nicht für das Popcorn-Event entscheiden.“

Die Deutsche Film- und Medienbewertung FBW in Wiesbaden verlieh dem Film das Prädikat „besonders wertvoll“.